# Zodarion algarvense
Zodarion algarvense är en spindelart som beskrevs av Robert Bosmans 1994. Zodarion algarvense ingår i släktet Zodarion och familjen Zodariidae.
Artens utbredningsområde är Portugal. Inga underarter finns listade i Catalogue of Life.